# Samuel Cooper (miniatore)
Samuel Cooper (Londra, 1609 – Londra, 5 maggio 1672) è stato un pittore miniaturista inglese.
Esperto di ritratti in miniatura, di lui si ricorda in particolare la miniatura di Oliver Cromwell (1650). Tra i suoi lavori, pregevoli per l'accurata stesura del colore e per la finezza del disegno, si ricorda il ritratto della duchessa Elisabetta del Devonshire (1642), quello di Robert Walker (1644), del re Carlo II d'Inghilterra e di John Milton. La sua fama non è circoscritta alla sola Inghilterra perché viaggiò in Europa, eseguendo ritratti.